# Municipio de Marquelia
El municipio de Marquelia es uno de los 85 municipios del estado mexicano de Guerrero, ubicado en la zona sureste del estado, en la región geo-económica conocida como Costa Chica. Su cabecera es la población de Marquelia, que se ubica en la cuenca del río del mismo nombre.

## Toponimia
Existen dos versiones acerca del origen del nombre del municipio y su localidad cabecera. Una de ellas atribuye el nombre Marquelia a la deformación oral en la expresión "marca de Elia", que a su vez hacía referencia a una marca en particular del ganado de un terrateniente cuya hija se llamaba Elia Noriega López (1864-1957). La otra versión atribuye el nombre a la combinación de palabras indígenas cuyo significado es "mar que amarra", en referencia a una creencia popular.

## Historia
Marquelia se creó a partir del Decreto N.º 413 publicado en el Periódico Oficial del Gobierno del estado el viernes, 11 de diciembre de 2001 al segregarse del municipio de Azoyú y Cuajinicuilapa; siendo un municipio de reciente creación en el estado de Guerrero.
Se cree que los habitantes originales de este lugar de la ahora Costa Chica fueron los indomables indios yopitz, pueblo prehispánico, que de ser cierta la hipótesis, existió en la región alrededor del año 1400, antes de la llegada de los españoles.
Más tarde estas tierras pertenecieron al terrateniente de origen español Juan Noriega Gijón, quien muere el 20 de enero de 1915 a la edad de 75 años aproximadamente. La finca de Juan Noriega se ubicaba entre las calles; Yucatán, Zapata, antes de llegar a orillas del río. El nombre de su hija, Elia, puede haber sido el origen del nombre del municipio.
Marquelia fue creado el 27 de mayo de 1837, según Decreto de la Junta Departamental de Puebla; Azoyú pertenecía al partido de Ometepec, dependiente del Departamento de Puebla. Con la llegada de vecinos de San Marcos, Cruz Grande, Copala, Las Salinas, San Nicolás y Barra de Tecoanapa, le dieron vida a esta pequeña comunidad con un número de 148 habitantes, 75 eran hombres y 73 mujeres (censo de 1910).
En la década de 1930 se produce una masiva emigración a la pequeña población.

## Geografía
El municipio de Marquelia está ubicado al sureste del estado de Guerrero, en la región geo-económica y cultural de Costa Chica. Sus coordenadas geográficas extremas son 98°50′56.04″ O - 98°39′43.92″ O de longitud oeste y 16°29′42.72″ N - 16°45′8.64″ N de latitud norte.
Tiene una superficie aproximada de 210 km². Limita al norte con los municipios de San Luis Acatlán y Azoyú, al este con los municipios de Azoyú, Juchitán y Cuajinicuilapa, al sur con el municipio de Cuajinicuilapa y el Océano Pacífico, al oeste con el Océano Pacífico y los municipios de Copala y San Luis Acatlán.
Según la clasificación climática de Köppen, el clima corresponde al tipo Aw - Tropical seco.
La totalidad de la superficie del municipio está incluida dentro de la Sierra Madre del Sur. El recurso hídrico del municipio se basa mayoritariamente en la cuenca del río Nexpa.

## Demografía

### Población
De acuerdo a los resultados del Censo de Población y Vivienda de 2020 realizado por el Instituto Nacional de Estadística y Geografía, la población total del municipio es de 14 280 habitantes, lo que representa un crecimiento promedio de 1% anual en el período 2010-2020 sobre la base de los 12 912 habitantes registrados en el censo anterior. Al año 2020 la densidad del municipio era de 67,76 hab/km².
.
| Gráfica de evolución demográfica de Municipio de Marquelia entre 2005 y 2020 |
|                                                                              |
| Fuente: Instituto Nacional de Estadística Geografía e Informática            |

El 49.2% de los habitantes eran hombres y el 50.8% eran mujeres. El 87.4% de los habitantes mayores de 15 años (8724 personas) estaba alfabetizado. 

Menos del 10% de la población, (1264 personas), es indígena.
En el año 2010 estaba clasificado como un municipio de grado medio de vulnerabilidad social, con el 34.32% de su población en estado de pobreza extrema. Según los datos obtenidos en el censo de 2020, la situación de pobreza extrema afectaba al 18.6% de la población (2556 personas).

### Localidades
En el censo de 2020 el municipio de Marquelia contaba con 26 localidades.
| Código INEGI    | Localidad                         | Población (2020) |
| --------------- | --------------------------------- | ---------------- |
| 120770001       | Marquelia                         | 6 857            |
| 120770008       | El Polvorín                       | 1 554            |
| 120770040       | Zoyatlán                          | 1 317            |
| 120770004       | Barra de Tecoanapa                | 1 195            |
| 120770038       | Tepantitlán                       | 621              |
| 120770006       | El Capulín Chocolate              | 591              |
| 120770007       | La Ceniza                         | 421              |
| 120770014       | La Guadalupe                      | 417              |
| 120770030       | Rancho el Palmar                  | 325              |
| 120770039       | El Zapote                         | 223              |
| 120770023       | La Bocana                         | 201              |
| 120770011       | Cruz Verde                        | 146              |
| 120770022       | Las Peñitas                       | 110              |
| 120770045       | Colonia el Panteón                | 108              |
| 120770044       | Brisas del Mar                    | 54               |
| 120770024       | Playa Tortuga                     | 35               |
| 120770025       | Rancho Albino Rosales Gatica      | 21               |
| 120770002       | La Arenilla                       | 19               |
| 120770015       | Huerta Heriberto Rentería Salinas | 19               |
| 120770033       | Rancho Jorge San Juan             | 14               |
| 120770018       | Huerta Zenaido Cruz               | 7                |
| 120770027       | Rancho Chávez Heredia             | 7                |
| 120770031       | Rancho el Roble                   | 6                |
| 120770034       | Rancho la Ceiba                   | 6                |
| 120770043       | Rancho Teodoro López Santiago     | 4                |
| 120770046       | Las Balsas                        | 2                |
| Total municipal | Total municipal                   | 14 280           |

## Salud y educación
En 2010 el municipio tenía un total de 5 unidades de atención de la salud, con 7 personas como personal médico. Existían 15 escuelas de nivel preescolar, 14 primarias, 8 secundarias, 2 bachilleratos y 1 escuela de formación para el trabajo.

## Actividades económicas
Según el número de unidades destinadas a cada sector, las principales actividades económicas del municipio son el comercio minorista, la prestación de servicios de alojamiento temporal y preparación de alimentos y bebidas y, en menor escala, la elaboración de productos manufacturados.